# Mustermann
Mustermann ist ein häufig verwendeter Familienname fiktiver Personen in Deutschland. Erika Mustermann und Max Mustermann stehen als Platzhalternamen für eine beliebige (reale) Frau und einen beliebigen (realen) Mann. Sie werden seit 1978 in Mustern, Vorlagen und Ausfüllhilfen, Formularen, Hinweisen und Datenbanken verwendet. Die Namen werden als imaginäre Personen – daneben zunehmend als Bezeichnung auch für den deutschen Durchschnittsbürger – verwendet, wobei sie in der Marktforschung teilweise Otto Normalverbraucher und Markus Möglich verdrängen. Früher ähnlich verwendete Namen für fiktive Personen sind Hans und Grete (Kurzformen von Johannes und Margarethe als die früher häufigsten Taufnamen) und Lieschen Müller.

## Erika Mustermann
Erika Mustermann ist durch den fiktiven Personalausweis und ebensolchen Reisepass zu bundesweiter Bekanntheit gelangt, mit denen die deutsche Bundesregierung 1982 der Öffentlichkeit das Aussehen der zum 1. November 1984 eingeführten maschinenlesbaren Personalausweise vorführte. Ihre Vorgängerin war Renate Mustermann (* 5. August 1958 in Bonn), die 1978 für das Personalausweis-Muster verwendet wurde.
Im Bundesgesetzblatt tauchte Erika Mustermann erstmals im März 1983 in der Verordnung zur Bestimmung der Muster der Personalausweise der Bundesrepublik Deutschland auf. Als persönliche Angaben werden dort als Geburtsdatum der 12. September 1945, als Geburtsort München und als Geburtsname Erika Gabler verwendet. 1983 war Frau Mustermann 1,76 Meter groß, hatte blaue Augen und wohnte in der Heidestraße 17 in München. In der Folgezeit ändern sich Erika Mustermanns Aussehen und Geburtsdatum mehrfach (seit 1997 der 12. August 1957 und seit ca. 2001 der 12. August 1964), als Geburtsort wird nun Berlin (im Personalausweis von 1997 und in manchen Reisepässen auch München) und als Geburtsname weiterhin Gabler verwendet. Frau Mustermann ist nun 1,60 Meter groß und hat grüne Augen. Nachdem sie ursprünglich in der Münchener Heidestraße 17 wohnhaft war, wurde sie aber dort 1995 von der Post als „unbekannt“ ermittelt. 1986 und 1997 wohnte sie in der Nußhäherstraße 10 in München, 2007 wieder in der Heidestraße 17, allerdings diesmal in Köln, 2008 in Berlin, 2010 wieder in Köln. In diesem vorläufigen Personalausweis ist sie nicht verheiratet, heißt aber mit Nachnamen Mustermann. Ihr in dem Musterausweis zeitweilig angegebener Ordensname lautet Schwester Agnes, was auf ein Leben als Ordensschwester nach dem Ende ihrer Ehe mit Max hinweist.
Aufgrund der Vielfalt der mittlerweile im Umlauf befindlichen Vorlagen zeichnet sich die imaginäre Person der Erika Mustermann durch große Wandlungsfähigkeit aus. So ist sie ausweislich der Abbildungen in einer Verwaltungsvorschrift des Bundesministeriums des Innern zu elektronischen Dienstausweisen sowohl im Bundesministerium des Innern als auch im Bundeskriminalamt beschäftigt, ihre Kriminaldienstmarkennummer ist 4711. Geboren ist sie nach diesen Mustern am 1. Dezember 1972. Darüber hinaus ist sie im Geschäftsbereich des Bundesministeriums der Verteidigung tätig und zudem Soldatin im Rang eines Oberleutnants (w). Als Soldatin ist sie befugt, Schusswaffen zu führen, soweit sie dienstlich tätig wird, hat braungrüne Augen und ist 1,72 Meter groß. Im Auswärtigen Dienst bekleidet sie im Generalkonsulat St. Petersburg die Ämter sowohl einer Konsularattachée als auch einer Generalkonsulin und besitzt sowohl einen Dienstpass als auch einen Diplomatenpass. Außerdem ist sie ausweislich der Abbildungen in der Triebfahrzeugführerscheinverordnung (TfV) Triebfahrzeugführerin im Eisenbahnverkehr.
Auf dem am 9. Dezember 2015 vorgestellten Flüchtlingsausweis bzw. Ankunftsnachweis weist Erika Mustermann, geb. Gabler, nun auch ihre Registrierung als Flüchtling aus Damaskus (Syrien) nach.
Auf den Passbildern der Personalausweis- und Reisepass-Muster sowie der Passbild-Mustertafel sind reale Mitarbeiter der Bundesdruckerei zu sehen. Sie sind die bislang einzigen Personen, deren Fotos im Bundesgesetzblatt gedruckt wurden.
Laut der Telefonauskunft gibt es mindestens eine Person mit Namen Erika Mustermann.

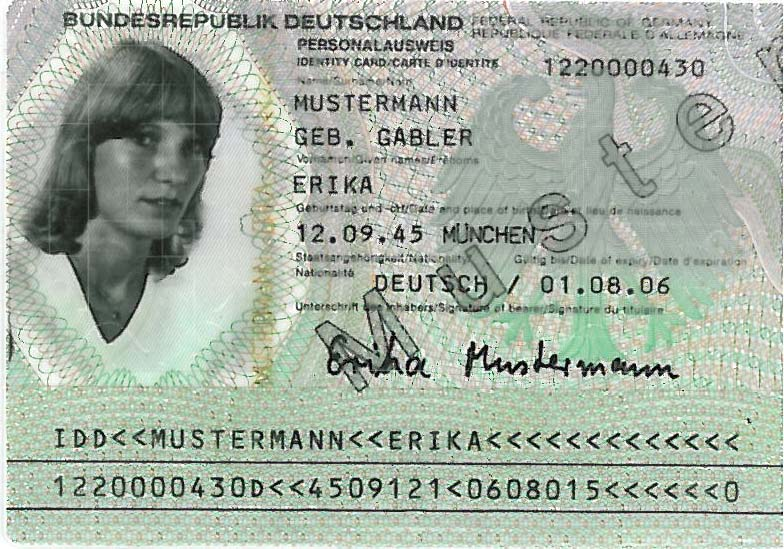
Personalausweis der ersten Erika Mustermann (Version 1987)
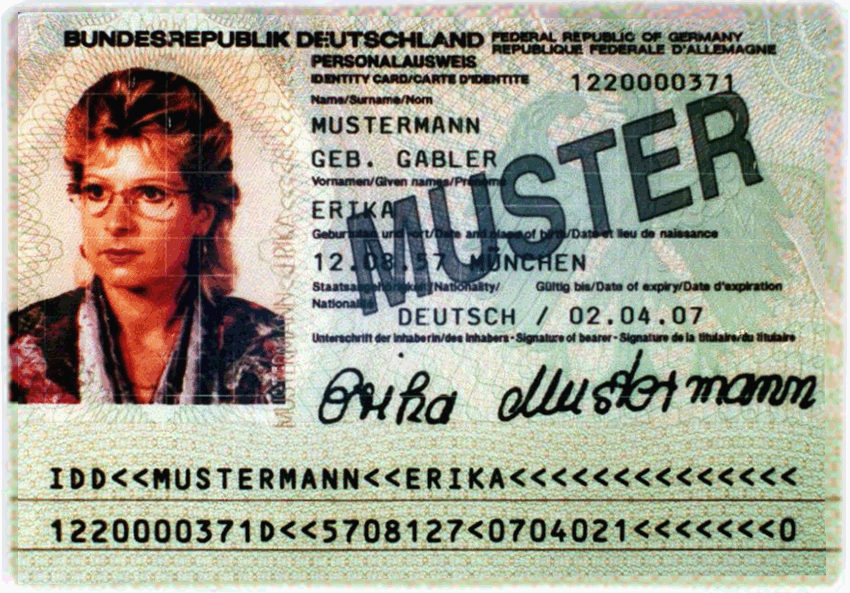
Personalausweis-Muster (Version 1997)
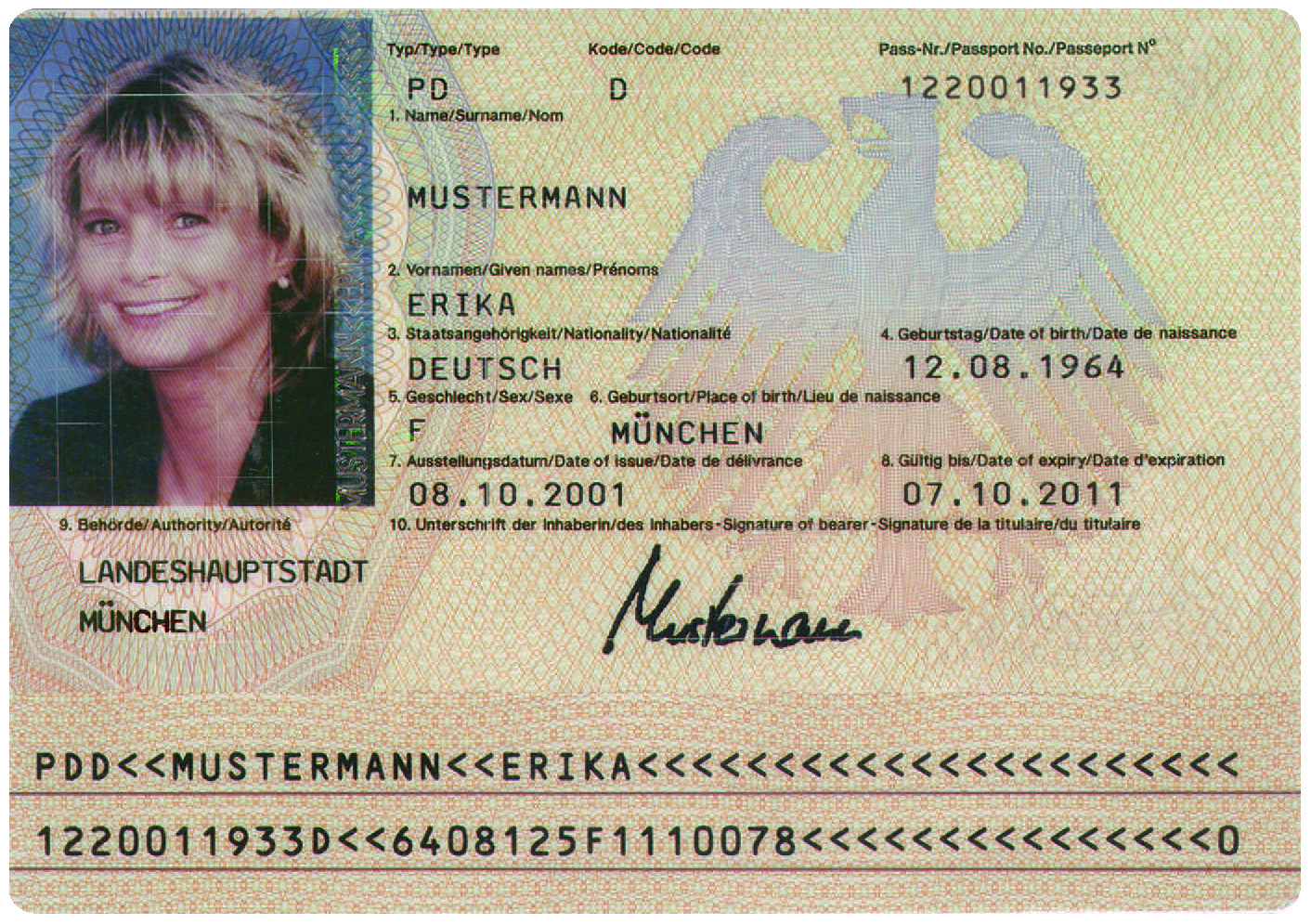
Datenseite im Reisepass (Version 2001)
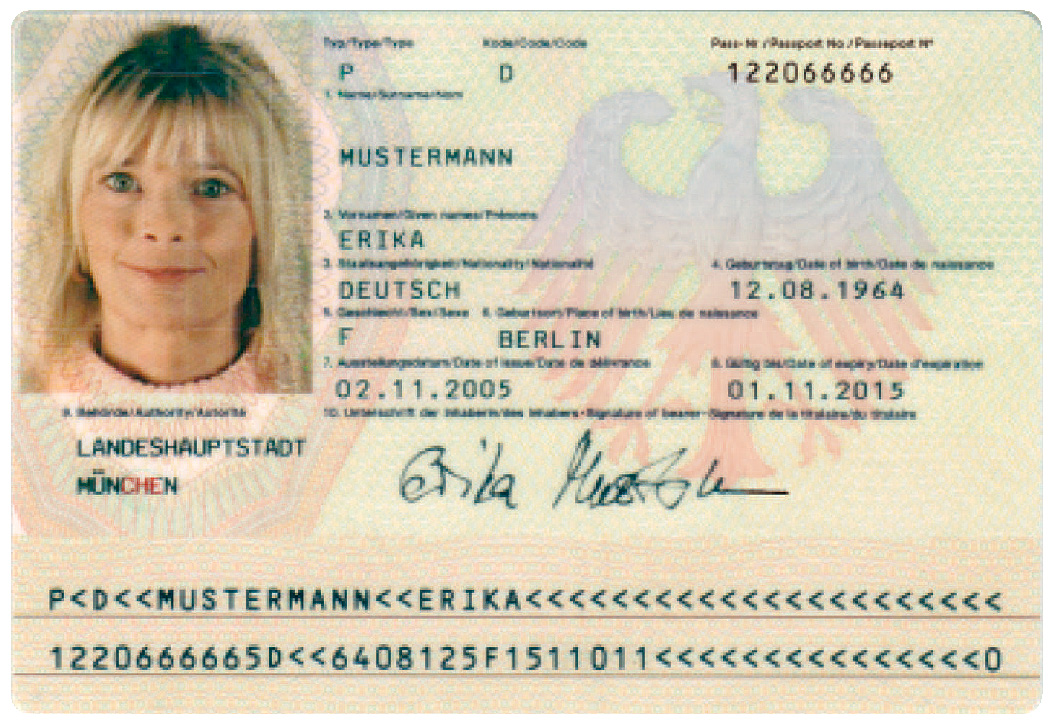
Datenseite im Reisepass (Version 2005)
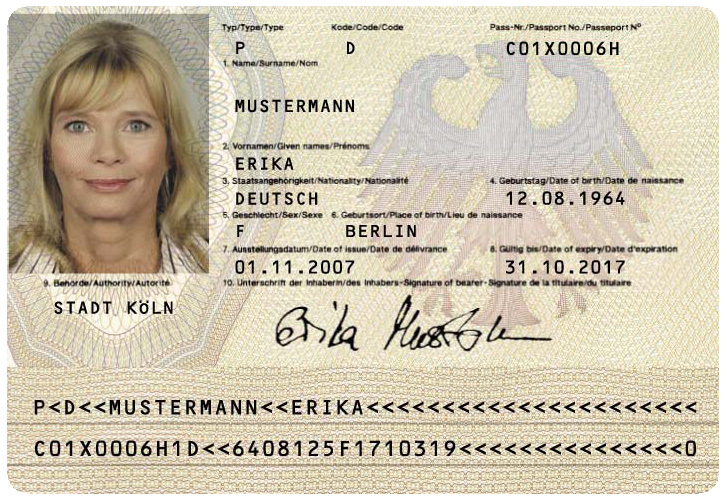
Datenseite im Reisepass (Version 2007)
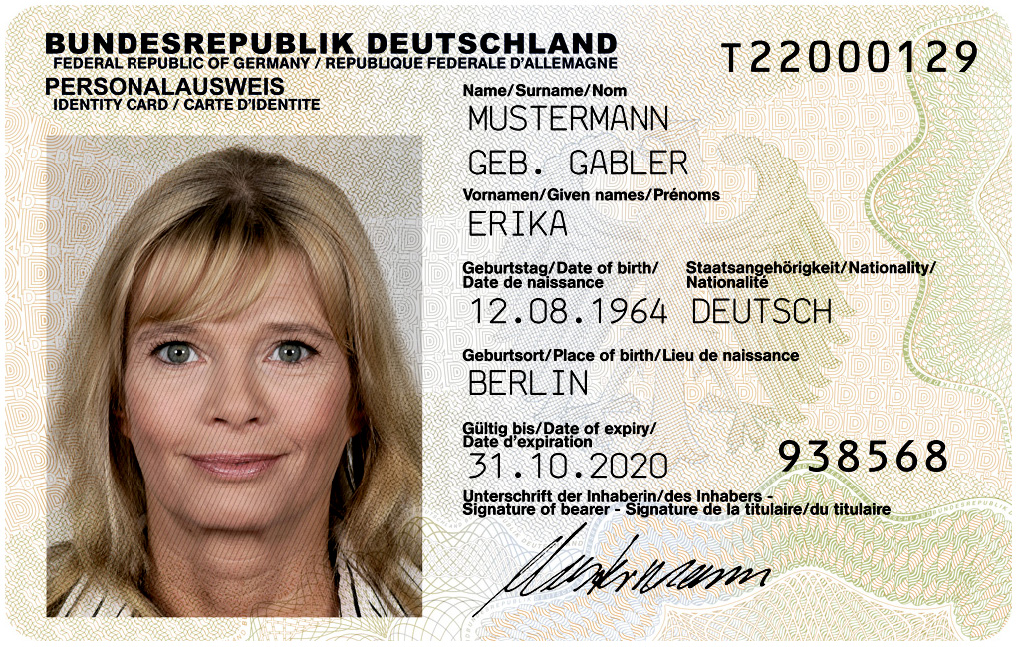
Personalausweis-Muster (Version 2010)
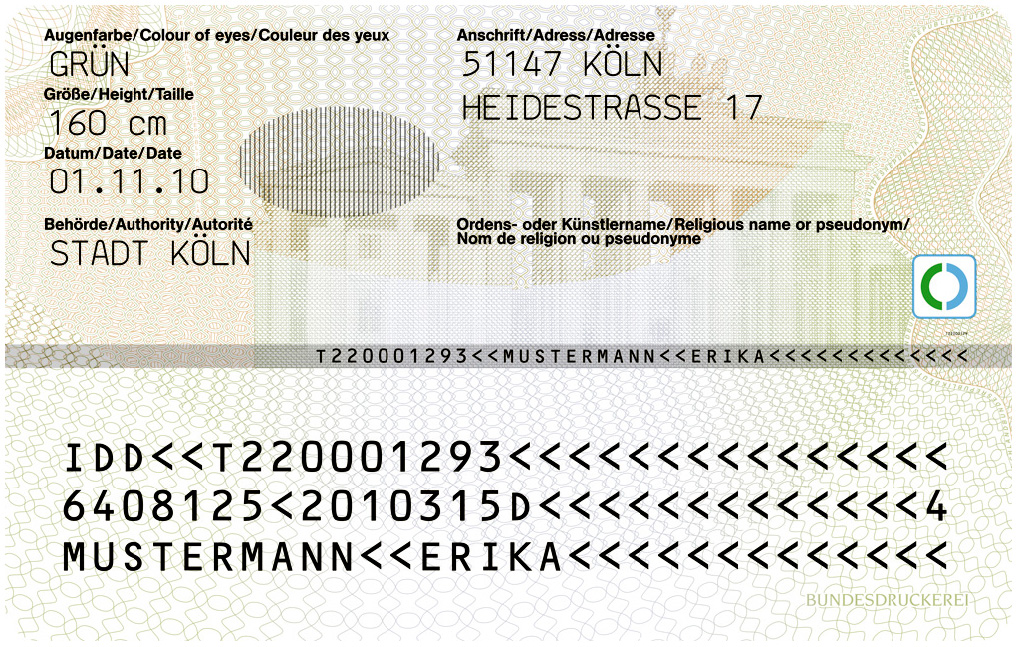
Personalausweis-Rückseite mit Anschrift (Version 2010)
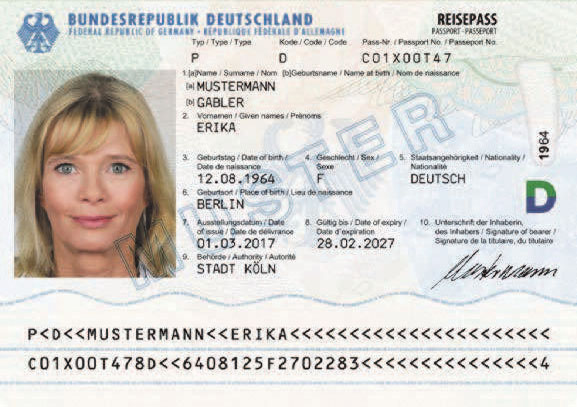
Datenseite im Reisepass (Version 2017)
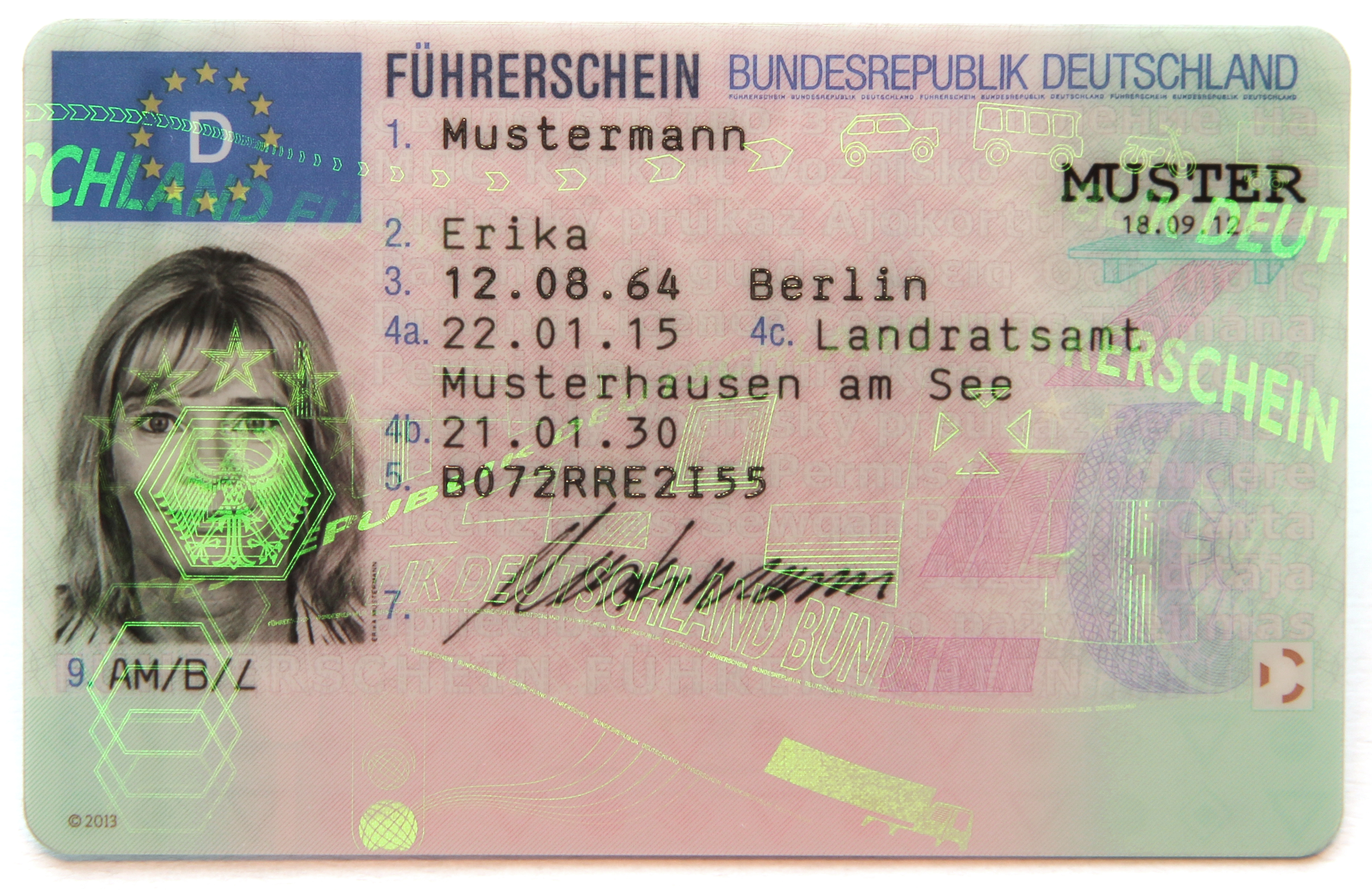
Führerschein (Version 2013)
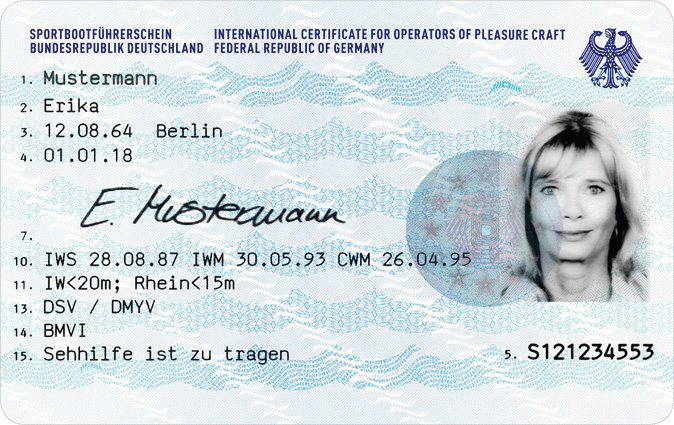
Sportbootführerschein (Version 2018)
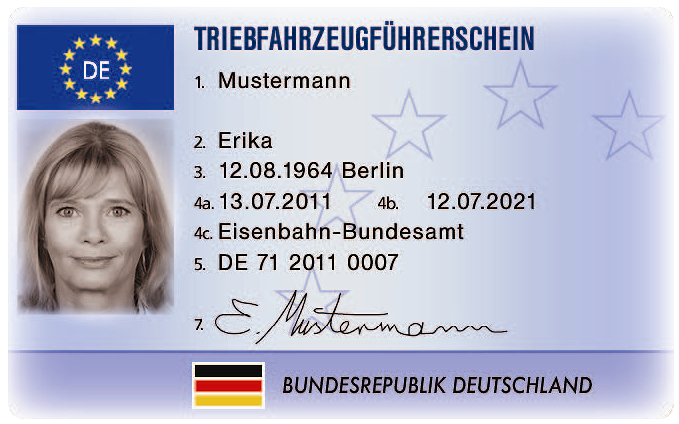
Triebfahrzeugführerschein
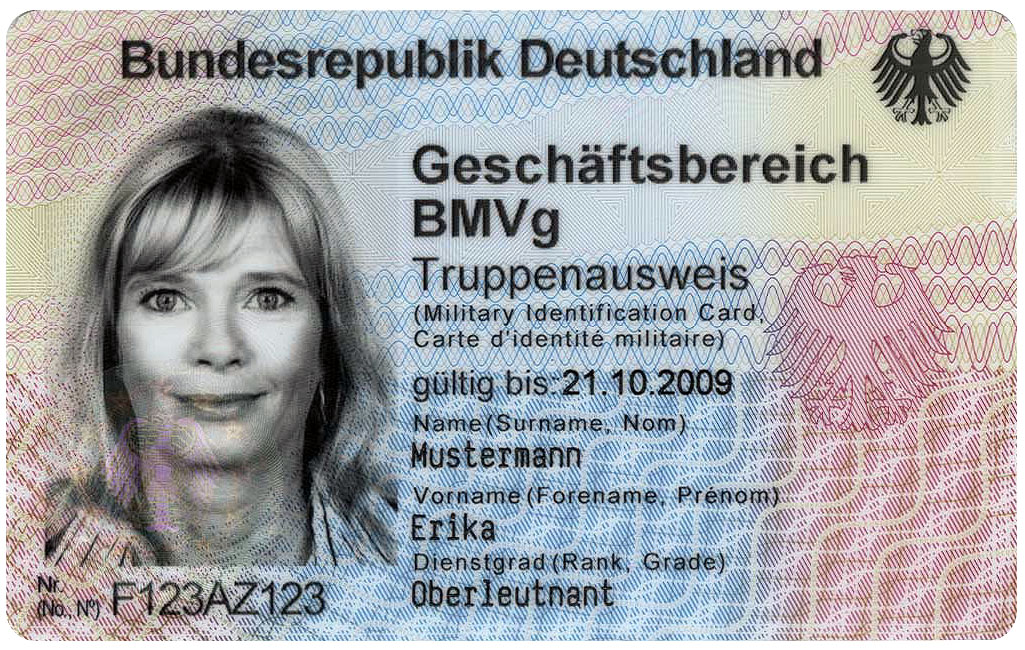
Truppenausweis (Bundeswehr)
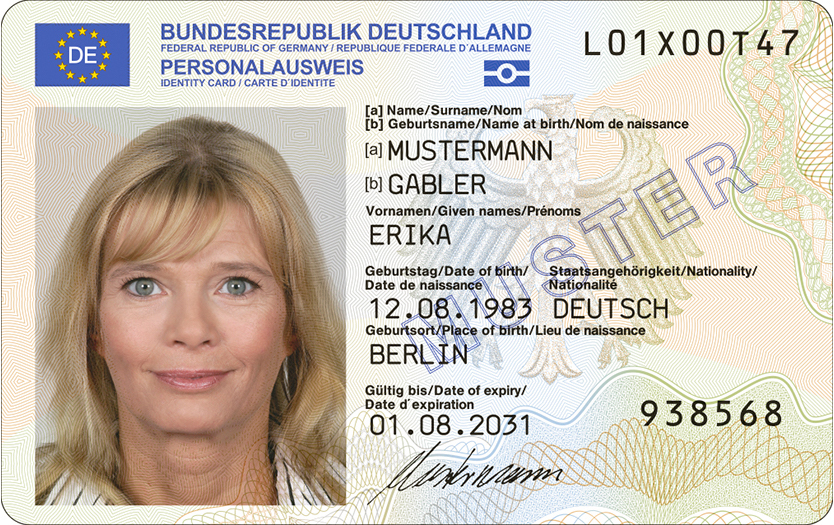
Personalausweis-Muster (Version 2021)
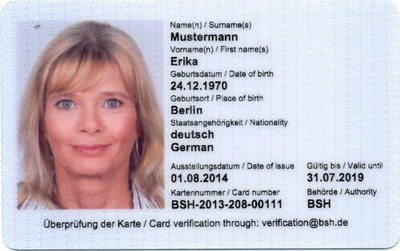
Seeleute-Ausweis
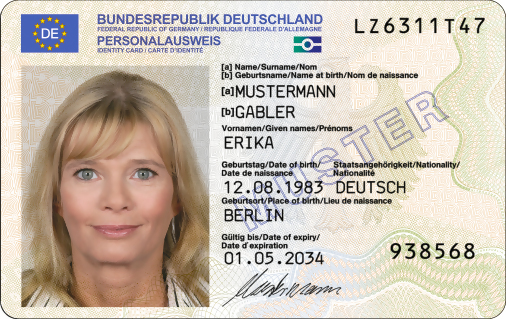
Vorderseite des Personalausweises (Version seit 2. Mai 2024)
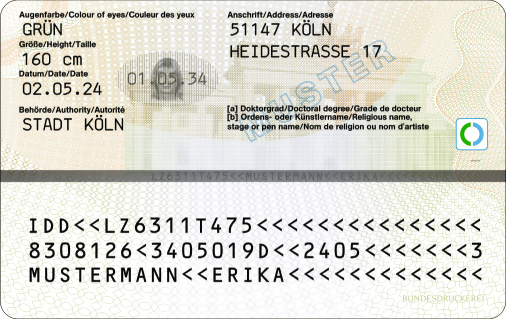
Rückseite des Personalausweises (Version seit 2. Mai 2024)

Erika Mustermann im Internet

Mit der Einführung des neuen elektronischen Personalausweises (nPA) zum 1. November 2010 erlangte Erika Mustermann noch größere Popularität. Sie war auf sämtlichen offiziellen Informationsmaterialien und im Internetportal zum neuen Personalausweis abgebildet.
Unter dem Motto „Erika hat ’nen Neuen“ informierte sie außerdem ein Jahr lang in den VZ-Netzwerken SchülerVZ, StudiVZ und MeinVZ über den neuen Personalausweis.
Das Bundesministerium des Innern entschloss sich, den persönlichen Dialog der fiktiven Erika mit ihren Freunden aus den VZ Netzwerken auf seine offizielle Informationsseite zum neuen Personalausweis zu übernehmen und richtete eine ständige Rubrik Erika Mustermann ein. Unter dem Motto „Erika zieht zu ihrem Neuen“ zog Erika am 30. November 2011 auf das Ausweisportal um, „zu ihrem Neuen (Personalausweis)“. Durch Nachrichten und Pinnwandeinträge trat sie dort in Erscheinung.

## Max Mustermann

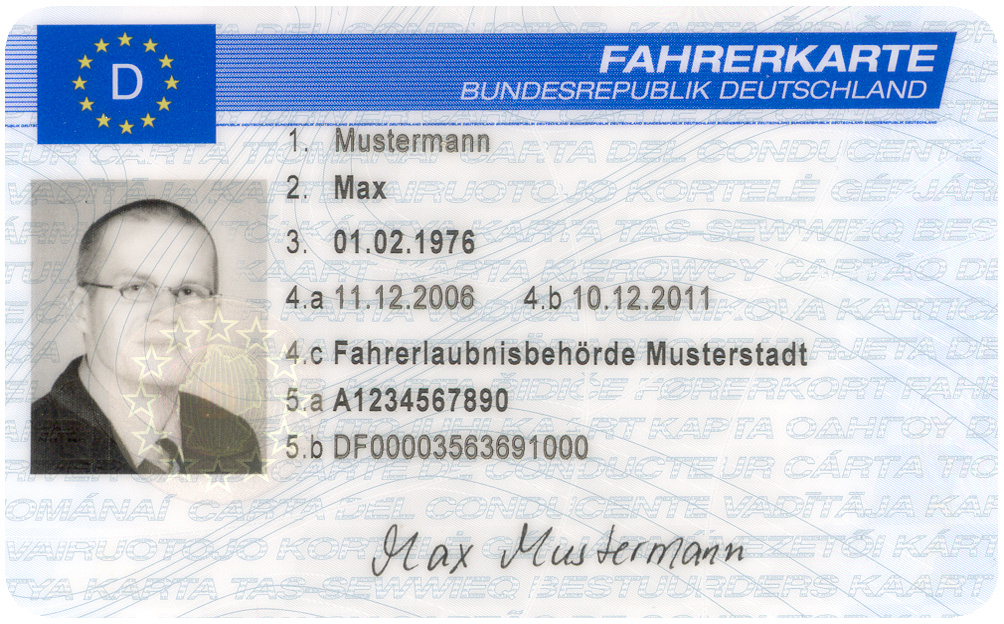
Deutsches Fahrerkarten-Muster

Max Mustermann ist im deutschen Sprachgebrauch ähnlich Otto Normalverbraucher eine fiktive Person und Inbegriff des Durchschnittsdeutschen. Er ist ein Verwandter, nach üblicher Annahme der Ehemann, der ebenfalls fiktiven Erika Mustermann, die mit Foto und Lebensdaten viele Musterausweise und Dokumente ziert. Ausweisdokumente auf den Namen Max Mustermann sind wesentlich weniger verbreitet, einzig das Kraftfahrt-Bundesamt veröffentlichte ein Muster der 2006 eingeführten EG-Fahrerkarte mit dem Bild eines am 1. Februar 1976 geborenen Max Mustermann, ausgestellt von der Fahrerlaubnisbehörde Musterstadt.
Während Max Mustermann auf behördlichen Mustern nur eine untergeordnete Rolle spielt, ist er bei Herausgebern von Kunden-, Kredit- und Debitkarten sehr nachgefragt. Er ist virtueller Eigentümer vieler Dutzend Karten, die seinen Namen tragen.
Im März 2003 gab ein Quakenbrücker Paar seinem Sohn den Namen Max Mustermann, nach eigener Aussage ohne die Bekanntheit des Namens zu kennen. Im Juli 2016 war der zu dem Zeitpunkt 13-Jährige wegen seines Namens in der Fernsehsendung Kaum zu glauben! des NDR. Laut der Sendung ist er der einzige, der diesen Namen in Deutschland trägt.
Bei der Wahl des hessischen Ministerpräsidenten am 18. Januar 2014 gab die Landtagsverwaltung im ersten Wahlgang irrtümlich drei Stimmkarten in Umlauf, die statt des Kandidaten Volker Bouffier den Namen Max Mustermann trugen. Eine dieser Karten wurde gelocht und in die Wahlurne eingeworfen, sodass das Wahlergebnis lautete: 61 Stimmen für Bouffier, eine Stimme für Mustermann. Der Wahlgang wurde daraufhin wiederholt. Im zweiten Durchgang erhielt Bouffier 62 Stimmen.

## Andere Mitglieder der Familie Mustermann

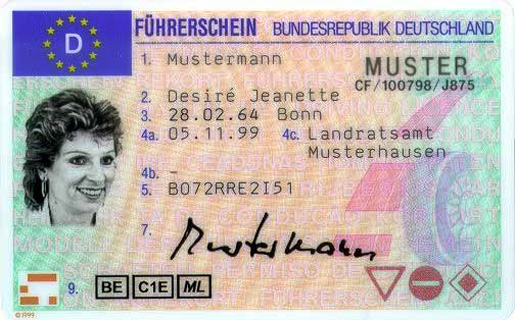
Deutsches Führerschein-Muster

- Für den elektronischen Personalausweis wurde auch die Person des Markus Mustermann verwendet. Er ist am 17. Juni 1982 in Berlin geboren. Sein Bild wird durch eine Silhouette dargestellt.[29]
- In der Passverordnung vom 19. Oktober 2007 wurde erstmals ein Kinderreisepass-Muster abgebildet, ausgestellt auf den am 15. März 2003 in München geborenen Leon Mustermann, der 1,40 Meter groß ist, grüne Augen hat und in Köln wohnt.[30] Sein Geburtsdatum wurde zweimal korrigiert. In der Änderung der Passverordnung vom 25. Oktober 2010 ist er am 15. März 2006 geboren[31] und in der vom 20. Februar 2013 am 15. März 2008.[32] Nicht bekannt ist, ob Leon ein Sohn oder ein Enkel von Erika Mustermann ist.
- Eine Cleopâtre Mustermann, geb. Sodoge, ist Inhaberin eines Reiseausweises für Ausländer, eines Reiseausweises für Flüchtlinge und eines Reiseausweises für Staatenlose.[33]
- Die deutschen EU-Führerschein-Muster sind auf die Zwillingsschwestern Desiré Jeanette und Anne Mustermann ausgestellt, beide am 28. Februar 1964 in Bonn geboren.[18]
- Als Adoptivvater von Erika Mustermann gab die taz 2010 einen Franz-Xaver Gabler an, dessen Identität jedoch nicht durch amtliche Dokumente belegt ist.[34][23]
- Auf EC-Karten-Mustern und auf Chipkarten-Mustern der Krankenkassen erscheinen auch Elfriede, Michaela, Ute, Manfred und Prof. Hans Mustermann.[35]
- Christiane, Marianne, Emil, Erwin, Georg, Klaus, Karl, Otto, Ralf und Martin Mustermann finden sich auf Mitglieds-, Club- und Kundenkarten-Mustern.[36]
- Im Landschaftsverband Westfalen-Lippe (LWL) ist Petra Mustermann in verschiedenen Einrichtungen tätig, u. a. in der LWL-Klinik Dortmund und in der LWL-Schulverwaltung Münster, auch Peter Mustermann arbeitet dort, etwa als Kaufmännischer Direktor, Chefarzt oder Ärztlicher Direktor in verschiedenen LWL-Kliniken.[37]
- Beim Bundesamt für Migration und Flüchtlinge hat Karin Mustermann, gebürtig aus Bangkok in Thailand und Jahrgang 1966, im Jahr 2008 den Einbürgerungstest durchgeführt.[38]
- Harald Mustermann ist Polizeihauptkommissar bei der Polizei Hamburg.[39]
- Auf manchen Abbildungen des "Muster nPA" findet sich Erik Mustermann.[40]

## Weitere Muster-Namen

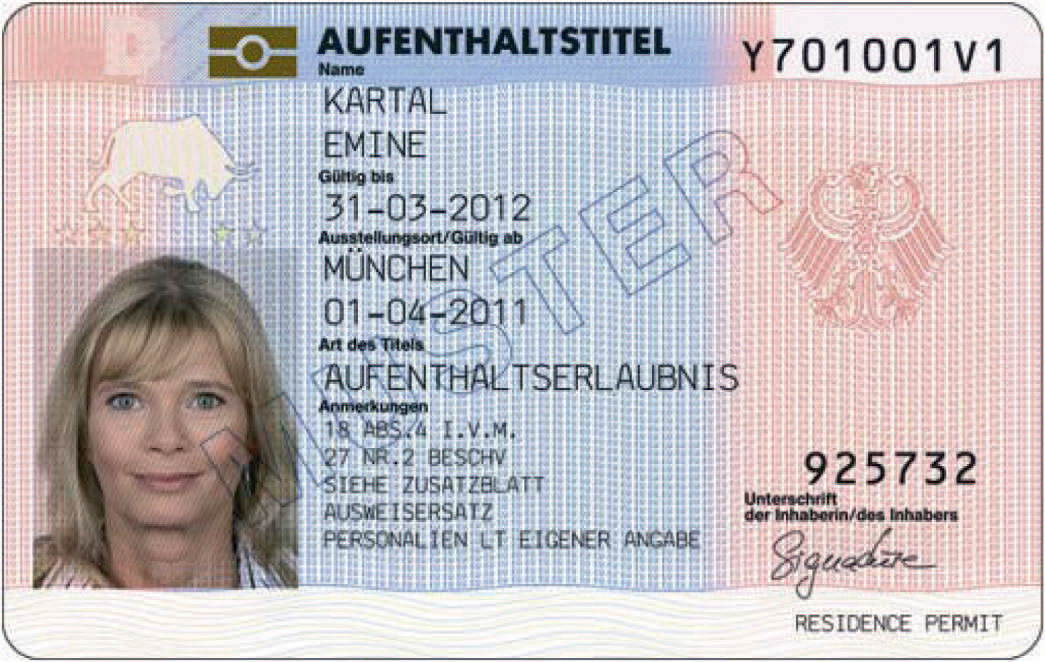
Elektronischer Aufenthaltstitel von Emine Kartal

- Martina Musterfrau ist Inhaberin einer Vorteilscard der Österreichischen Bundesbahnen.
- Eine Frau namens Susanne Muster ziert die ADAC-Mitgliedskarte.[35]
- Maria Musterfrau ist die Inhaberin des österreichischen EU-Führerschein-Musters.[41] Gemäß ASFINAG wohnt sie in Wien und fährt einen Pkw mit Kennzeichen W-12345X.[42]
- Auf dem Entwurf des elektronischen Aufenthaltstitels wurde auf der CeBIT 2011 das aktuelle Bild von Erika Mustermann mit dem Namen Emine Kartal gezeigt.[43] Nach Inkrafttreten des elektronischen Aufenthaltstitels finden sich Muster mit den Namen Emine Kartal, Shkurte Salihu, Natasha Raskolnikowa und Irina Bulgakowa, die alle das gleiche Bild von Erika Mustermann aufweisen, als endgültige Fassung auch im Bundesgesetzblatt (BGBl. I S. 1530).
- Auf Geschäftsmusterpapieren erscheint gelegentlich eine Mustermann GmbH.
- Die Berliner Senatsverwaltung für Finanzen verwendet seit 2023 den genderneutralen Namen Manu Musterperson.[44]
- Auf der Homepage der Justus-Liebig-Universität Gießen findet sich eine Musterseite von Maxi Mustermensch.[45]
- Die GLS Gemeinschaftsbank wirbt mit Maxi Mustermensch auf einer Beispielansicht ihrer Banking-App.

## Sonstiges
- Die deutsche Hip-Hop-Band Blumentopf veröffentlichte 2003 auf ihrem Album Gern geschehen das Lied Manfred Mustermann, das das Leben eines fiktiven Durchschnittsmannes von der Geburt bis zum Tod erzählt.
- Robert Löhr veröffentlichte 2013 den Roman Erika Mustermann, der vom Kampf einer Grünen gegen die Piratenpartei erzählt.[46]
- Im Jahr 2016 erschien von Bettina Peters eine fiktive Biografie der Erika Mustermann.[47] Im Buch hat die pünktliche, ordnungsliebende Erika Mustermann eine psychische Krise, die sie mit Hilfe eines Psychiaters bewältigen will. Die Autorin verbindet mit Fantasie unzählige statistische Zahlen und Fakten zu einem fiktiven Lebenslauf.[48]
- Den Nachnamen Mustermann führen in Deutschland etwa 100 reale Personen, darunter auch der bereits erwähnte Max Mustermann aus Quakenbrück.[49]

## Weitere Platzhalter
- John und Jane Doe – das amerikanische Pendant
- Ola und Kari Nordmann – das norwegische Pendant
- Tommy Atkins – der britische Standardsoldat
- N. N. – Abkürzung für einen noch zu nennenden Namen